# Татыш (озеро, Снежинский городской округ)
Та́тыш — пресноводное озеро в Снежинском городском округе Челябинской области, в 26 км к северо-западу от города Касли, в 3 км к юго-востоку от озера Иткуль. Озеро Татыш овальной формы, 170 га. Находится между двумя крупными водоемами — озёрами Иткуль и Синара.
С севера протокой соединяется с озером Карасьим, с южной стороны питается родниками.
Берега Татыша покрыты смешанным лесом. На южной стороне заросли камыша. Дно илистое.
Аборигеные рыбы: щука, лещ, окунь, плотва. Запущен карп зеркальный, обыкновенный, японский, лещ.